# Cidade com domo

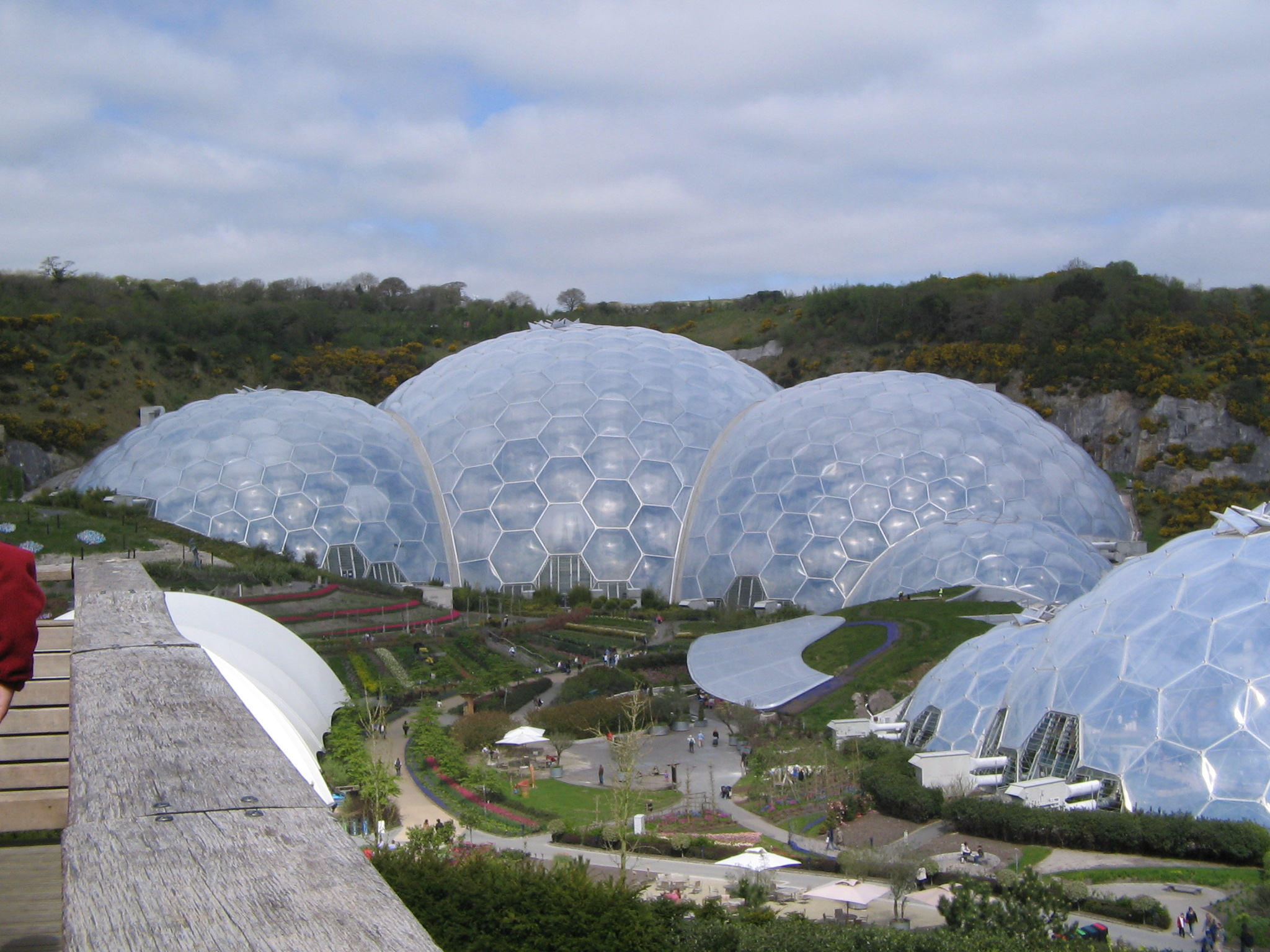
Domos do Projeto Éden.

Uma cidade com domo é um tipo de estrutura fictícia que cobre uma grande área urbana sob uma única estrutura. Na maioria das descrições, o domo possui ar comprimido e é pressurizado, criando um habitat que pode ser controlado para regular a qualidade e temperatura do ar. As cidades com domo têm sido um cenário recorrente nas obras de ficção científica e na futurologia desde o início do século XX, seja na Terra, na Lua, ou em outro planeta.

## Invenção
Ainda não está claro a época em que a cidade com domo foi concebida pela primeira vez. A frase "cidade com domo" começou a ser utilizada no século XIX com um sentido bem diferente, denotando uma  skyline repleta de edifícios cobertos por domos. Um catálogo de trabalhos de ficção científica pioneiros menciona a supremacia branca Three Hundred Years Hence do autor britânico William Delisle Hay. O livro de Hay descreve uma civilização futura em que a maioria dos humanos vive em domos de vidro sob o mar, permitindo que a superfície seja usada primariamente para a agricultura. Vários outros exemplos do início do século são listados.

## Temas
Varios autores utilizaram as cidades com domo para representar soluções a diversos problemas, às vezes para beneficiar as pessoas vivendo em seu interior, às vezes não. A poluição do ar e outros problemas ambientais são um motivo comum, particularmente em estórias da segunda metade até o final do século XX. Em outras obras, a cidade com domo representa o último refúgio da humanidade, que está morrendo ou já fora extinta. O filme de 1976 Logan's Run mostra ambos os cenários. Os personagens levam uma vida bastante confortável dentro da cidade com domo, mas o domo também serve para controlar seus habitantes e garantir que a humanidade não cresça novamente além de seus limites.
A cidade com domo tem sido interpretada na ficção científica como um útero simbólico que nutre e protege a humanidade. Enquanto outras estórias de ficção científica enfatizam a vastidão do universo, a cidade com domo impõe limites a seus habitantes, com o pretexto de que o caos ocorrerá se eles interagirem com o mundo exterior.

## Propostas de engenharia
Durante os anos 60 e 70, o conceito de cidade com domo foi amplamente discutido fora do domínio da ficção científica. Em 1960, o engenheiro visionário Buckminster Fuller descreveu um domo geodésico de 3 km sobre Midtown Manhattan que serviria para regular o tempo e reduzir a poluição atmosférica.
Uma cidade com domo foi proposta em 1979 para Winooski, Vermont e em 2010 para Houston